# Trisetum altaicum
Trisetum altaicum är en gräsart som beskrevs av Roman Julievich Roshevitz. Trisetum altaicum ingår i släktet glanshavren, och familjen gräs. Inga underarter finns listade i Catalogue of Life.